# 무서운 영화 4
《무서운 영화 4》(Scary Movie 4)는 2006년 개봉한 미국의 코미디 공포 영화로, 무서운 영화 시리즈의 네 번째 작품이다.

## 출연

### 주연
- 안나 페리스
- 레지나 홀
- 크레이그 비에코
- 사이먼 렉스

### 조연
- 레슬리 닐슨

## 기타
- 원조: 숀 웨이언스
- 원조: 말론 웨이언스
- 원조: 버디 존슨
- 원조: 필 보맨
- 원조: 제이슨 프리드버그
- 원조: 아론 셀처
- 공동제작: 그레이스 길로이
- 협력프로듀서: 필 돈펠드
- 협력프로듀서: 니콜렛 오랜도
- 미술: 홀거 그로스
- 의상: 캐롤 람세이
- 배역: 로저 무센든